# Natalicio de María Talavera
Natalicio de María Talavera (ur. 8 września 1839 w Villarrice, zm. 11 października 1867 w Paso Pucú) – paragwajski poeta i dziennikarz.

## Życiorys
Urodził się w Villarrice w południowej części kraju. Pochodził z wpływowej rodziny, był synem José Carmelo Talavery oraz 
Antonii Alarcón. Odebrał wszechstronne wykształcenie, początkowo w rodzinnym mieście, następnie zaś w stołecznym Asunción. Wcześnie zaangażował się w pracę młodego paragwajskiego środowiska prasowego. Od 1856 redagował „El semanario de avisos y conocimientos útiles”, od 1860 publikował na łamach poświęconego tematyce kulturalnej pisma „La Aurora”.
Pomimo relatywnie krótkiego życia, Talavera pozostawił po sobie znaczący dorobek poetycki. Wśród jego najważniejszych prac lirycznych wymienić można Himno Patriótico, A mi madre i La botella y la mujer. Ponadto na łamach współzałożonego przez siebie dwujęzycznego pisma satyrycznego „El Cabichuí” opublikował wiersze w guarani jako pierwszy w historii literatury paragwajskiej. Przełożył z języka francuskiego powieść Graziella pióra Alphonse’a de Lamartine. Uznawany jest generalnie za pierwszego poetę niepodległego Paragwaju.
Po wybuchu wojny paragwajskiej wstąpił do armii, w stopniu porucznika. Od 17 czerwca 1865 do 28 września 1867 ukazywały się korespondencje wojenne jego autorstwa. Należy wśród nich wymienić przepełniony emocjami panegiryk na cześć generała José Díaza. 
Zmarł w Paso Pucú, padł ofiarą cholery. Pochowany na niewielkim cmentarzu, również w Paso Pucú. Talaverę upamiętnia obchodzony 11 października paragwajski Dzień Poety Narodowego. Na jego cześć nazwano dystrykt w departamencie Guairá.